# Мінон (Вісконсин)
Мінон (англ. Meenon) — місто (англ. town) в США, в окрузі Бернетт штату Вісконсин. Населення — 1212 особи (2020).

## Демографія
Згідно з переписом 2010 року, у місті мешкали 1163 особи в 487 домогосподарствах у складі 321 родини. Було 979 помешкань
Расовий склад населення:
| - 91,2 % — білих - 4,2 % — корінних американців - 0,4 % — азіатів - 0,3 % — чорних або афроамериканців - 0,1 % — вихідців з тихоокеанських островів |

До двох чи більше рас належало 3,4 %. Частка іспаномовних становила 0,4 % від усіх жителів.
За віковим діапазоном населення розподілялося таким чином: 22,4 % — особи молодші 18 років, 58,7 % — особи у віці 18—64 років, 18,9 % — особи у віці 65 років та старші. Медіана віку мешканця становила 47,5 року. На 100 осіб жіночої статі у місті припадало 113,0 чоловіків;  на 100 жінок у віці від 18 років та старших — 112,2 чоловіків також старших 18 років.
Середній дохід на одне домашнє господарство  становив 51 219 доларів США (медіана — 43 550), а середній дохід на одну сім'ю — 57 728 доларів (медіана — 50 000). Медіана доходів становила 44 167 доларів для чоловіків та 30 417 доларів для жінок. За межею бідності перебувало 16,5 % осіб, у тому числі 18,1 % дітей у віці до 18 років та 2,9 % осіб у віці 65 років та старших.
Цивільне працевлаштоване населення становило 480 осіб. Основні галузі зайнятості: мистецтво, розваги та відпочинок — 18,1 %, освіта, охорона здоров'я та соціальна допомога — 17,7 %, роздрібна торгівля — 14,0 %, будівництво — 13,5 %.